# Örökségünk – Somogyország Kincse
Az Örökségünk – Somogyország Kincse címet 2004-től kezdve minden évben vízkeresztkor, Somogy vármegye napján vagy valamelyik ehhez közeli napon adományozza Somogy Vármegye Közgyűlése annak az évente legfeljebb 10 értéknek, melyet a kuratórium kiválaszt. Olyan épített, természeti és kulturális értékek és teljesítmények nevezhetők be, melyeket magánszemélyek vagy közösségek hoztak létre és melyek Somogyhoz köthetők.

## Az Örökségünk – Somogyország Kincse cím birtokosai
Az első évben 9, utána három éven keresztül 10, ettől kezdve pedig sokáig évente 5-5, később 1–3 pályázó nyerte el a kitüntető címet:

### 2004

Somogy vármegye címere

| A cím elnyerője                              | Melyik településhez köthető? |
| -------------------------------------------- | ---------------------------- |
| A Balaton                                    |                              |
| A Dráva és a Duna–Dráva Nemzeti Park         |                              |
| Kálmán Imre életműve                         | Siófok                       |
| Rippl-Rónai József életműve                  | Kaposvár                     |
| Somogy vármegye címeres levele (1498)        |                              |
| Somogy vármegye népművészete, néphagyományai |                              |
| A somogyfajszi őskohó-múzeum                 | Somogyfajsz                  |
| A somogyvári apátság romjai                  | Somogyvár                    |
| A szennai falumúzeum                         | Szenna                       |

### 2005

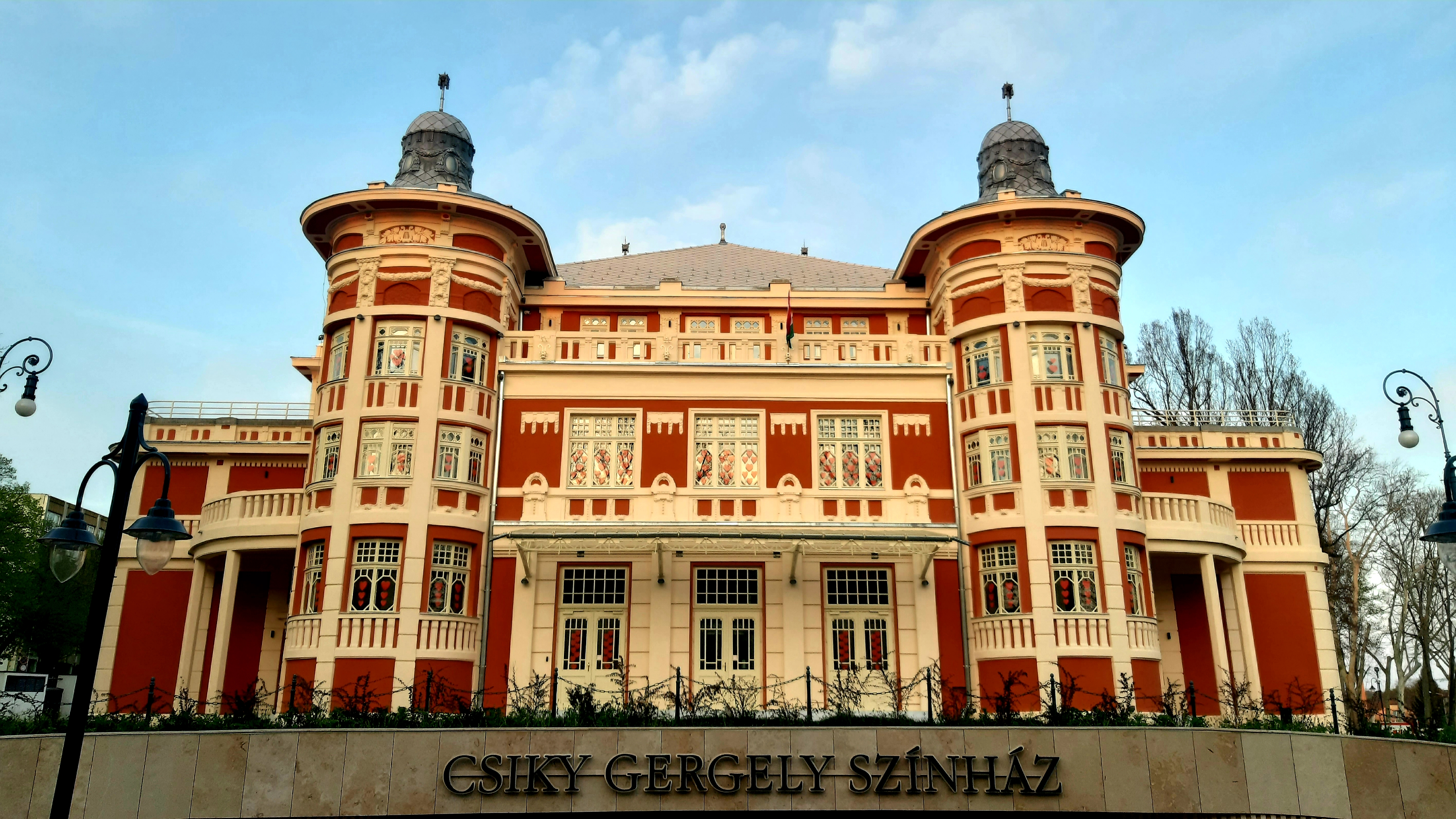
A Csiky Gergely Színház

| A cím elnyerője                          | Melyik településhez köthető? |
| ---------------------------------------- | ---------------------------- |
| Berzsenyi Dániel életműve                | Nikla                        |
| Buzsák népművészete                      | Buzsák                       |
| Csiky Gergely Színház                    | Kaposvár                     |
| A csurgói református gimnázium könyvtára | Csurgó                       |
| Fekete István életműve                   | Gölle, Kaposvár              |
| Kaposi Mór életműve                      | Kaposvár                     |
| Karád népművészete                       | Karád                        |
| A somogyi szőlő- és borkultúra           |                              |
| A zamárdi avar kori temető               | Zamárdi                      |
| Zichy Mihály életműve                    | Zala                         |

### 2006

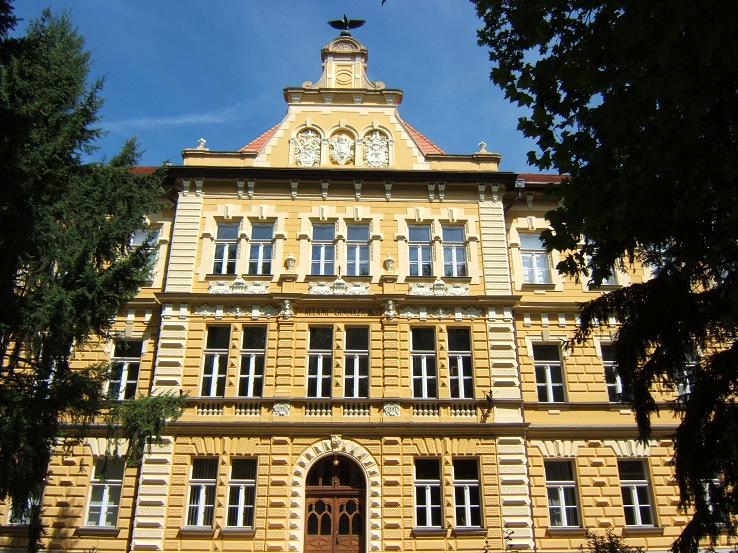
A Táncsics Mihály Gimnázium

| A cím elnyerője                                                  | Melyik településhez köthető? |
| ---------------------------------------------------------------- | ---------------------------- |
| A balatonendrédi vert csipke                                     | Balatonendréd                |
| A segesdi várhegy és ferences templom                            | Segesd                       |
| A gyugyi Árpád-kori templom és búcsújáróhely                     | Gyugy                        |
| Id. Kapoli Antal életműve                                        | Kadarkút                     |
| A Somssich, majd Táncsics Mihály Gimnázium oktatási tevékenysége | Kaposvár                     |
| Kunffy Lajos életműve                                            | Somogytúr                    |
| Noszlopy Gáspár 1848-49-es tevékenysége                          | Újvárfalva                   |
| A somogyi vadállomány                                            |                              |
| A Zselic                                                         |                              |
| Fodor András költő életműve                                      |                              |

### 2007
| A cím elnyerője                          | Melyik településhez köthető? |
| ---------------------------------------- | ---------------------------- |
| A Baláta-tó és élővilága                 | Kaszó                        |
| A kőröshegyi Szent Kereszt-templom       | Kőröshegy                    |
| A vörsi betlehem                         | Vörs                         |
| A csökölyi fehér gyász                   | Csököly                      |
| Basakert, nárciszmező                    | Babócsa                      |
| Nagyatádi Termál- és Gyógyfürdő          | Nagyatád                     |
| Somlyó György életműve                   | Balatonboglár                |
| Vaszary János életműve, Vaszary Emlékház | Kaposvár                     |
| Nagy Ferenc fafaragó életműve            | Tab                          |
| Gyergyai Albert életműve                 | Nagybajom                    |

### 2008
| A cím elnyerője                                                         | Melyik településhez köthető? |
| ----------------------------------------------------------------------- | ---------------------------- |
| Xántus János életműve                                                   | Csokonyavisonta              |
| Fodor József életműve                                                   | Lakócsa                      |
| Kassai Lajos lovasíjász birodalma                                       | Kaposmérő, Bárdudvarnok      |
| Az ecsenyi sváb tutyi és a tutyisok hagyományőrző egyesülete            | Ecseny                       |
| A somogyi Vármegyeháza (ma: Somogy Vármegyei Kormányhivatal) címerterme | Kaposvár                     |

### 2009

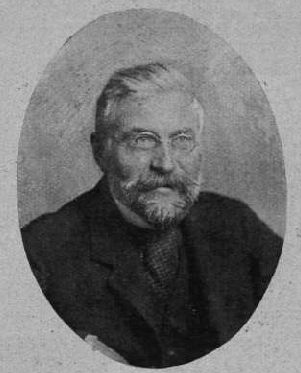
Vikár Béla

| A cím elnyerője                         | Melyik településhez köthető? |
| --------------------------------------- | ---------------------------- |
| Lamping József életműve                 | Kaposvár                     |
| Szász Endre életműve                    | Várda                        |
| A Szent Kereszt felmagasztalása templom | Balatonkeresztúr             |
| Varga Imre életműve                     | Siófok                       |
| Vikár Béla életműve                     | Hetes                        |

### 2010

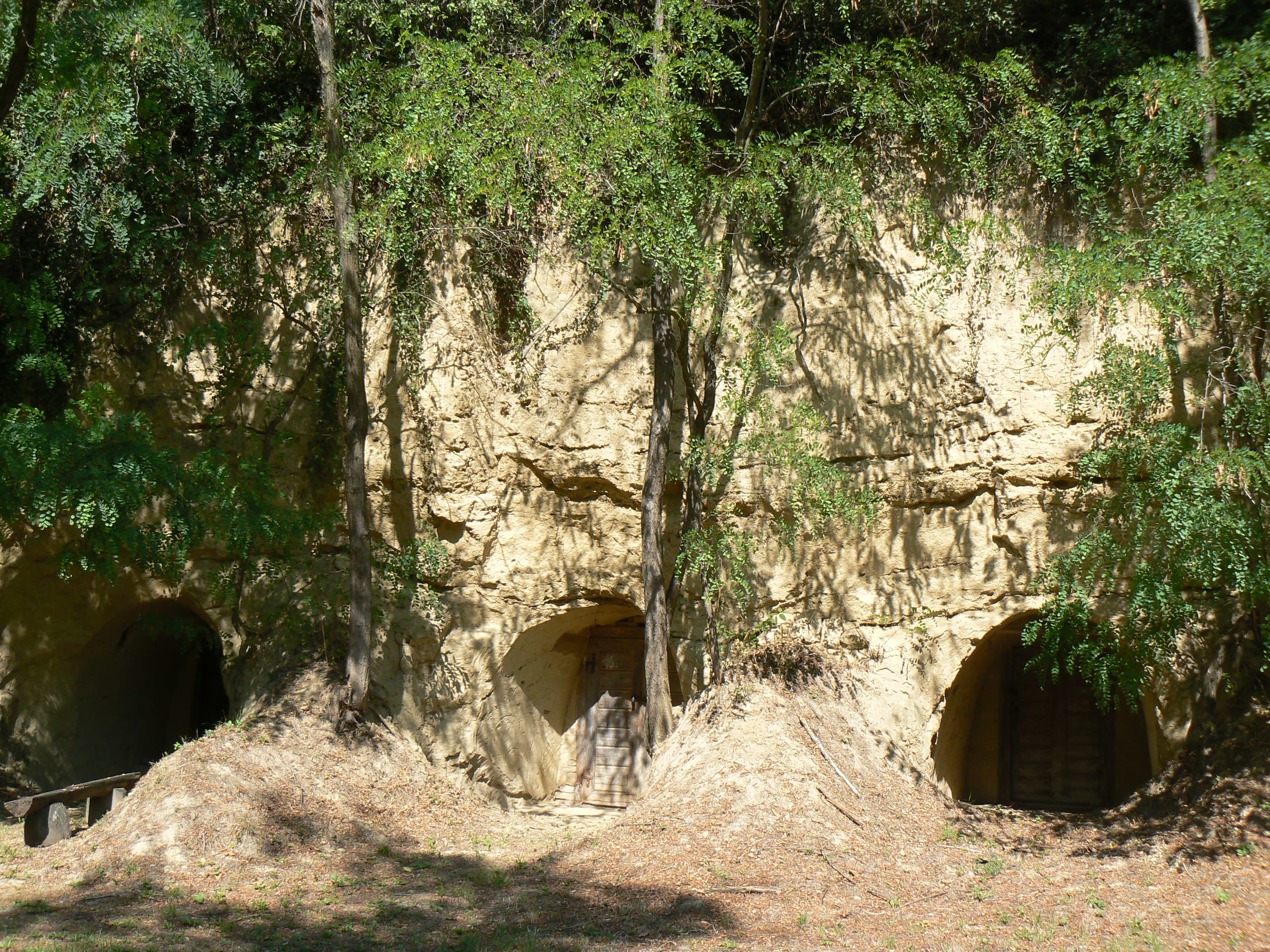
A szóládi löszpincesor

| A cím elnyerője                                       | Melyik településhez köthető? |
| ----------------------------------------------------- | ---------------------------- |
| Galimberti Sándor életműve                            | Kaposvár                     |
| Takáts Gyula életműve                                 | Kaposvár                     |
| Az andocsi Nagyboldogasszony-templom és búcsújáróhely | Andocs                       |
| A csurgói Szentlélek-templom                          | Csurgó                       |
| A szóládi löszpincesor                                | Szólád                       |

### 2011

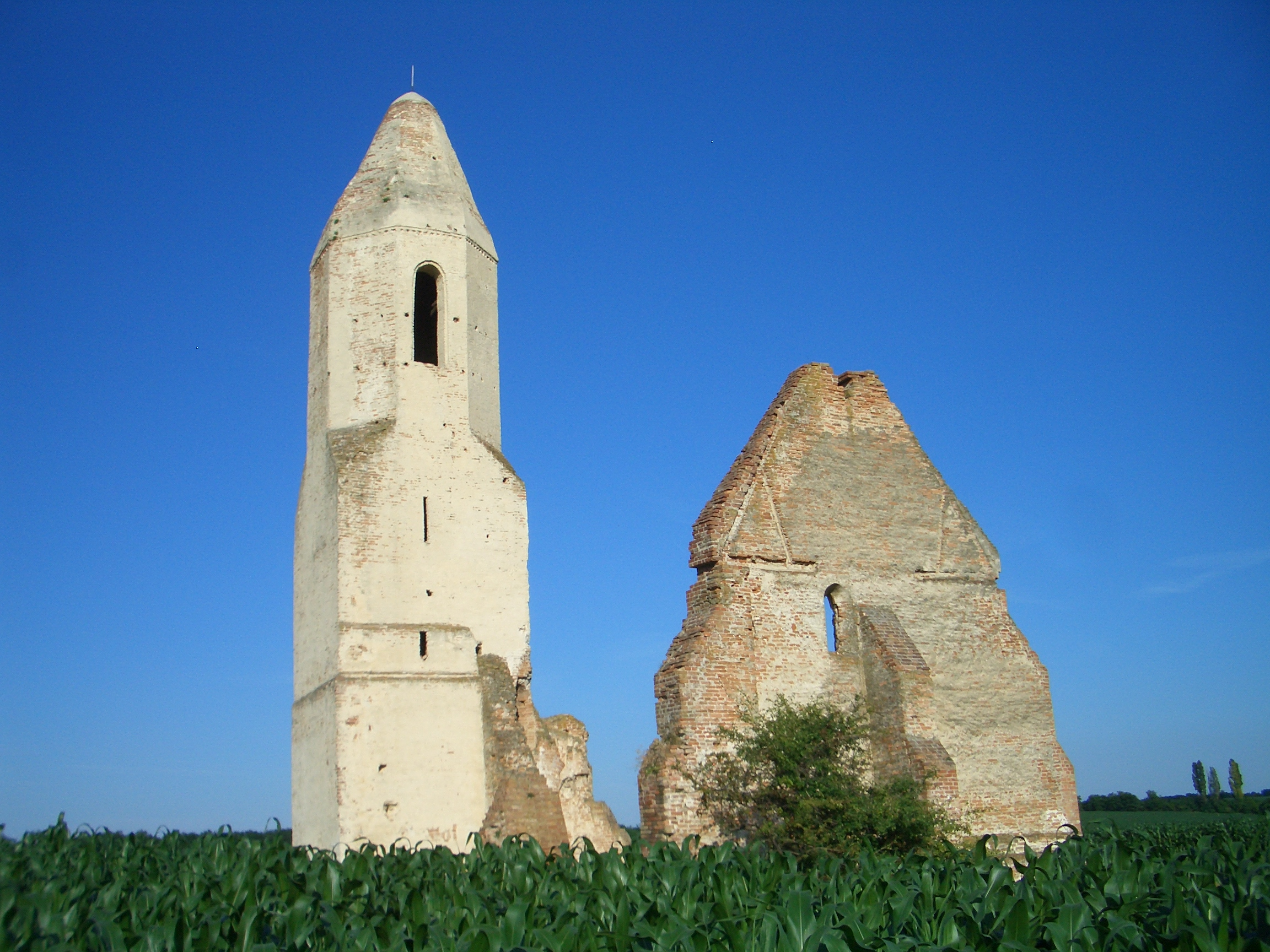
A somogyvámosi pusztatemplom

| A cím elnyerője                                           | Melyik településhez köthető? |
| --------------------------------------------------------- | ---------------------------- |
| Bernáth Aurél életműve                                    | Marcali, Kaposvár            |
| Fonyód-Bélatelep villasora                                | Fonyód                       |
| A Megyei és Városi Könyvtár (a mai Takáts Gyula Könyvtár) | Kaposvár                     |
| A somogyvámosi pusztatemplom                              | Somogyvámos                  |
| A gyékényesi Kotró (kavicsbányató)                        | Gyékényes                    |

### 2012

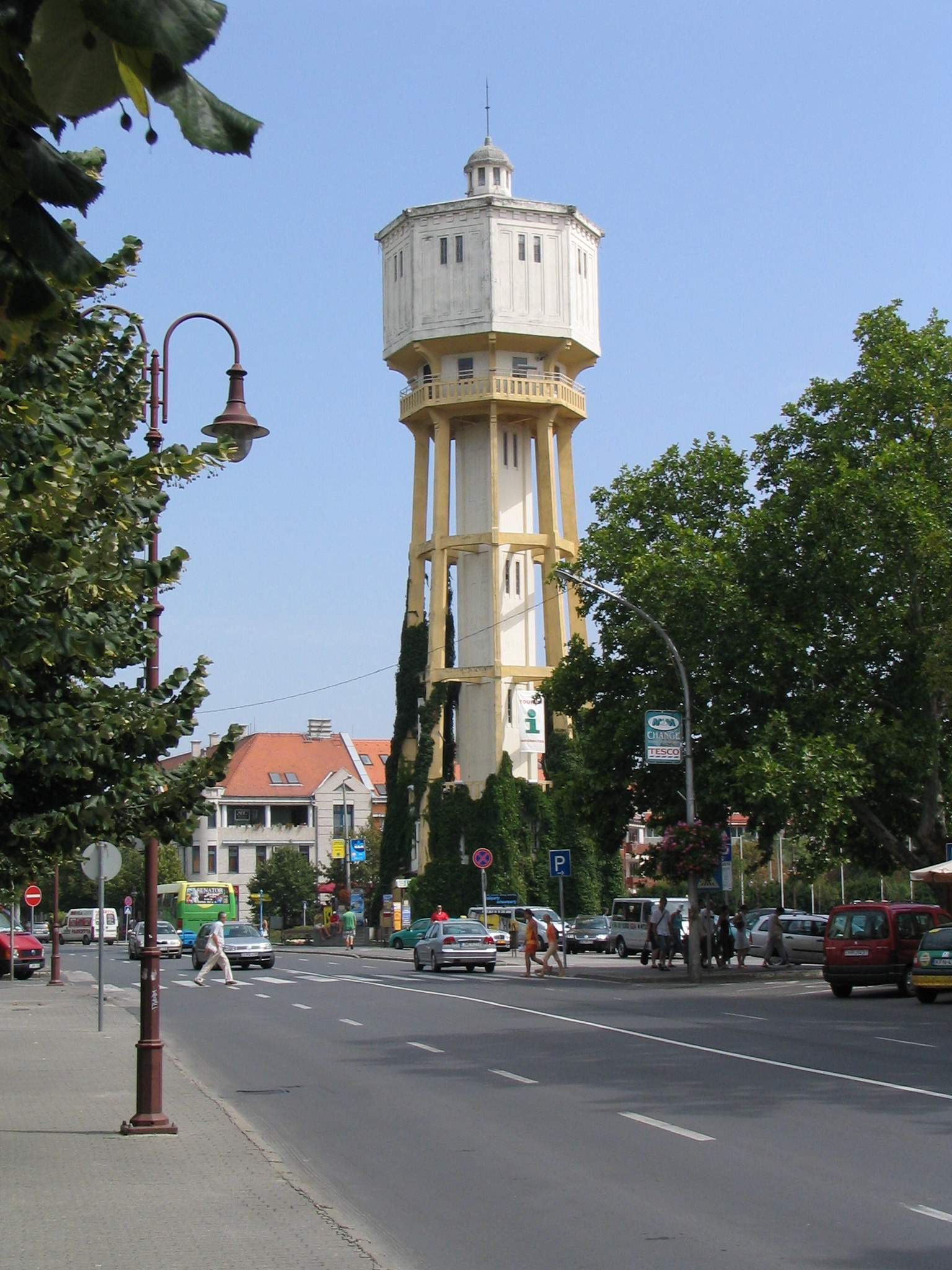
A siófoki víztorony

| A cím elnyerője                     | Melyik településhez köthető? |
| ----------------------------------- | ---------------------------- |
| A siófoki víztorony                 | Siófok                       |
| A Petesmalmi Vidrapark              | Lábod                        |
| Goszthony Mária életműve            | Bárdudvarnok                 |
| Németh István polgármester életműve | Kaposvár                     |
| Széchényi Imre életműve             |                              |

### 2013

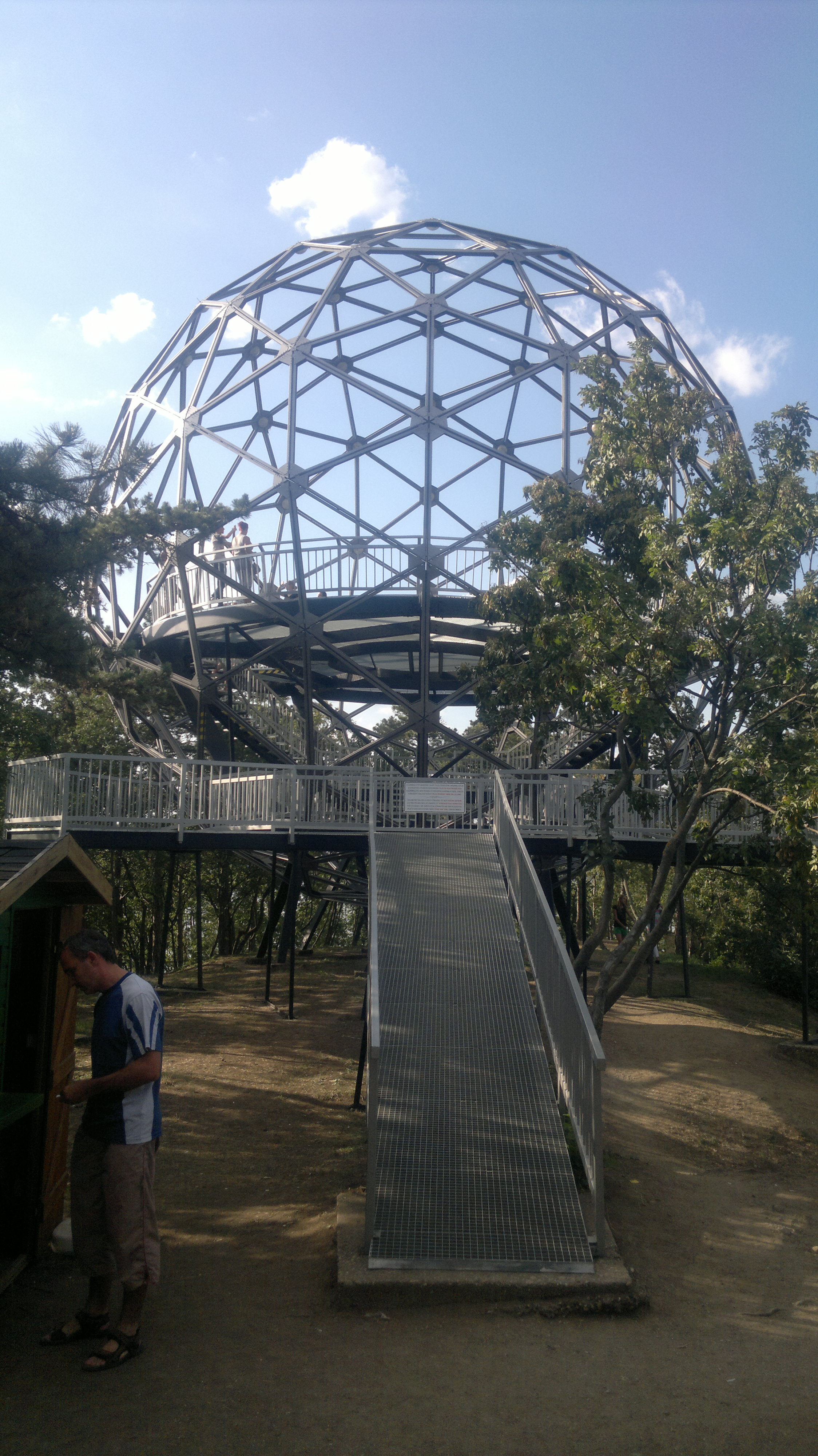
A balatonboglári gömbkilátó

| A cím elnyerője                   | Melyik településhez köthető? |
| --------------------------------- | ---------------------------- |
| A Kaposvári Egyetem               | Kaposvár                     |
| A balatonboglári gömbkilátó       | Balatonboglár                |
| A Thanhoffer-villa                | Siófok                       |
| A csokonyavisontai gyógyvíz       | Csokonyavisonta              |
| Kaposvár történeti városközpontja | Kaposvár                     |

### 2014
| A cím elnyerője                                              | Melyik településhez köthető? |
| ------------------------------------------------------------ | ---------------------------- |
| A kaposvári Hősök temploma                                   | Kaposvár                     |
| A dr. L. Szabó Tünde–Lőrincz Ferenc építészházaspár életműve |                              |
| A Somogyi Huszárok Hagyományőrző Egyesülete                  | Kaposvár                     |
| Tarr Lajos akvarellfestő életműve                            | Siófok                       |
| A balatonföldvári Kvassay-sétány                             | Balatonföldvár               |

### 2015
| A cím elnyerője                         | Melyik településhez köthető? |
| --------------------------------------- | ---------------------------- |
| A Somogy Táncegyüttes                   |                              |
| A somogyvári katolikus templom orgonája | Somogyvár                    |
| A balatonboglári Szent Erzsébet-park    | Balatonboglár                |
| A siófoki evangélikus templom           | Siófok                       |
| Nagyváthy János életműve                |                              |

### 2016

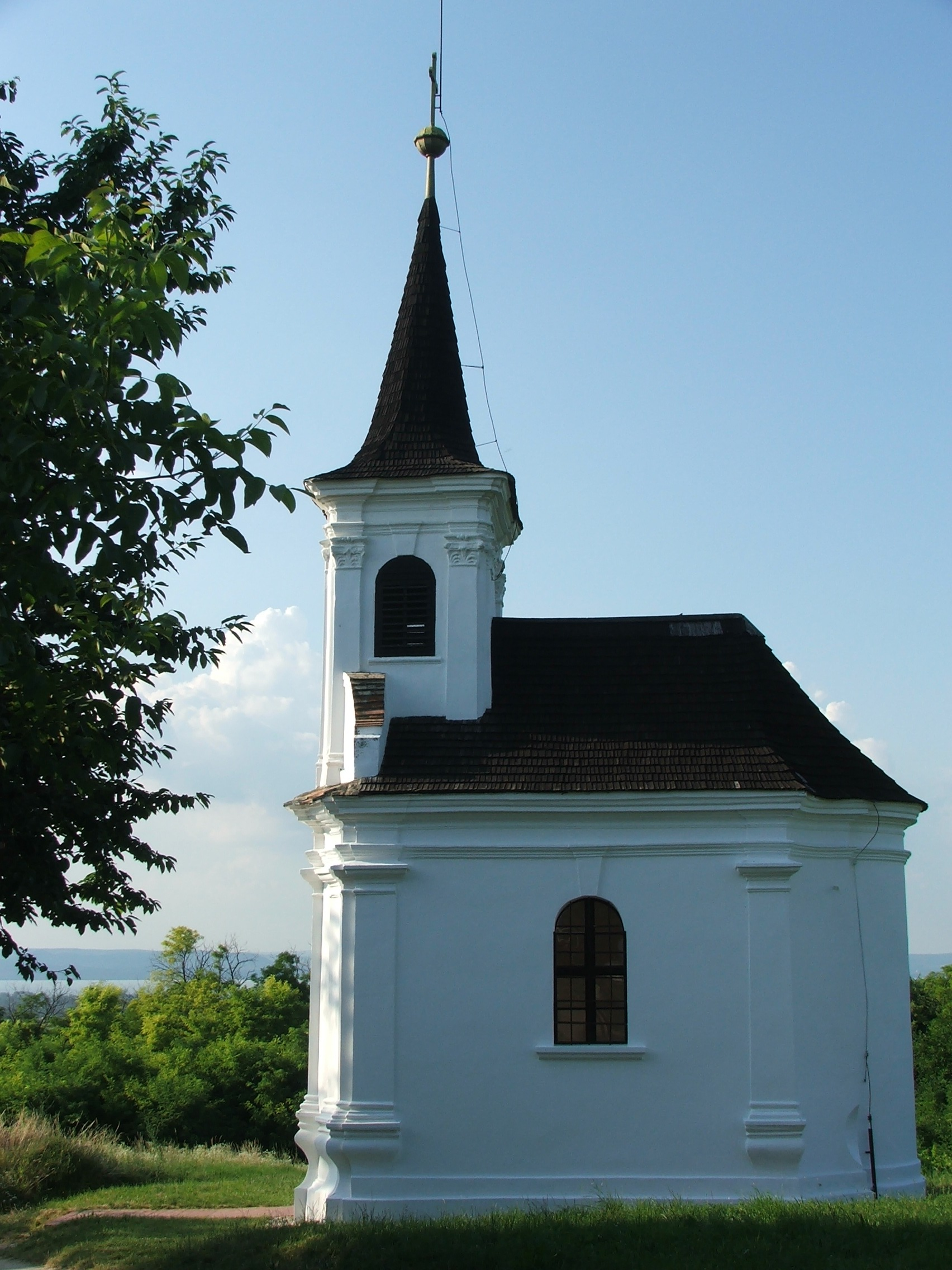
A balatonlellei Szent Donát-kápolna

| A cím elnyerője                                  | Melyik településhez köthető? |
| ------------------------------------------------ | ---------------------------- |
| A Rippl-Rónai-villa                              | Kaposvár                     |
| A Szent Donát-kápolna                            | Balatonlelle                 |
| Balatonföldvár első utcája, a mai Petőfi utca    | Balatonföldvár               |
| A Kaposvári Egyetem vadgazdálkodási tájközpontja | Bőszénfa                     |
| Zselici Csillagpark                              | Zselickisfalud               |

### 2017
| A cím elnyerője                           | Melyik településhez köthető? |
| ----------------------------------------- | ---------------------------- |
| A Weeber–Szabados-művészházaspár életműve |                              |
| A Kaposi Mór Oktató Kórház                | Kaposvár                     |
| Az Inkey-kastély és parkja                | Iharosberény                 |
| A Dél-Balatoni Borút                      |                              |
| A siófoki férfi dalkör                    | Siófok                       |

### 2018

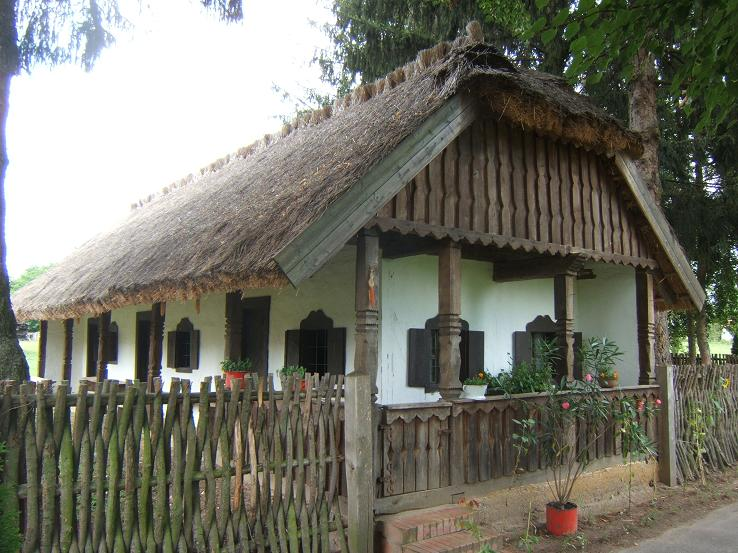
Régi ház Kisbajom központjában

| A cím elnyerője        | Melyik településhez köthető? |
| ---------------------- | ---------------------------- |
| Kisbajom faluközpontja | Kisbajom                     |
| Kozma Ferenc életműve  |                              |
| A Siófoki Női Kar      | Siófok                       |

### 2019
| A cím elnyerője                       | Melyik településhez köthető? |
| ------------------------------------- | ---------------------------- |
| Az alsóbogáti Festetics–Inkey-kastély | Alsóbogát                    |
| Buzsáki Népi Együttes                 | Buzsák                       |
| A somogyszobi Vilma-ház (tájház)      | Somogyszob                   |

### 2020
| A cím elnyerője                                | Melyik településhez köthető? |
| ---------------------------------------------- | ---------------------------- |
| Balatonszárszói költészetnapi versmondóverseny | Balatonszárszó               |

### 2021

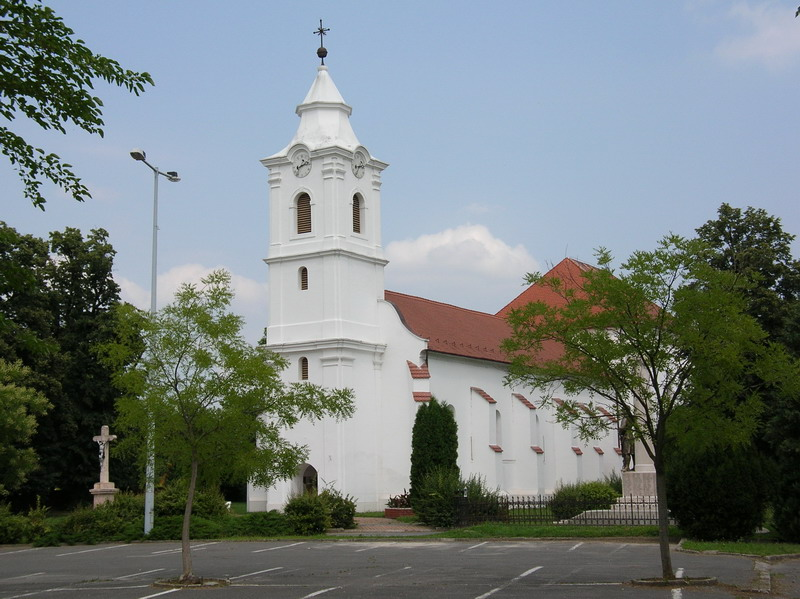
A marcali templom

| A cím elnyerője                              | Melyik településhez köthető? |
| -------------------------------------------- | ---------------------------- |
| A barcsi malom                               | Barcs                        |
| Deák Varga József életműve                   | Nagybajom                    |
| A marcali Gyümölcsoltó Boldogasszony-templom | Marcali                      |

### 2022
| A cím elnyerője                                  | Melyik településhez köthető? |
| ------------------------------------------------ | ---------------------------- |
| A Marcali és Környéke Hagyományőrző Ipartestület | Marcali                      |
| A Szőkedencsi Polgárőr- és Tűzoltóegyesület      | Szőkedencs                   |
| A Zrínyiújvár                                    | Őrtilos                      |

### 2023

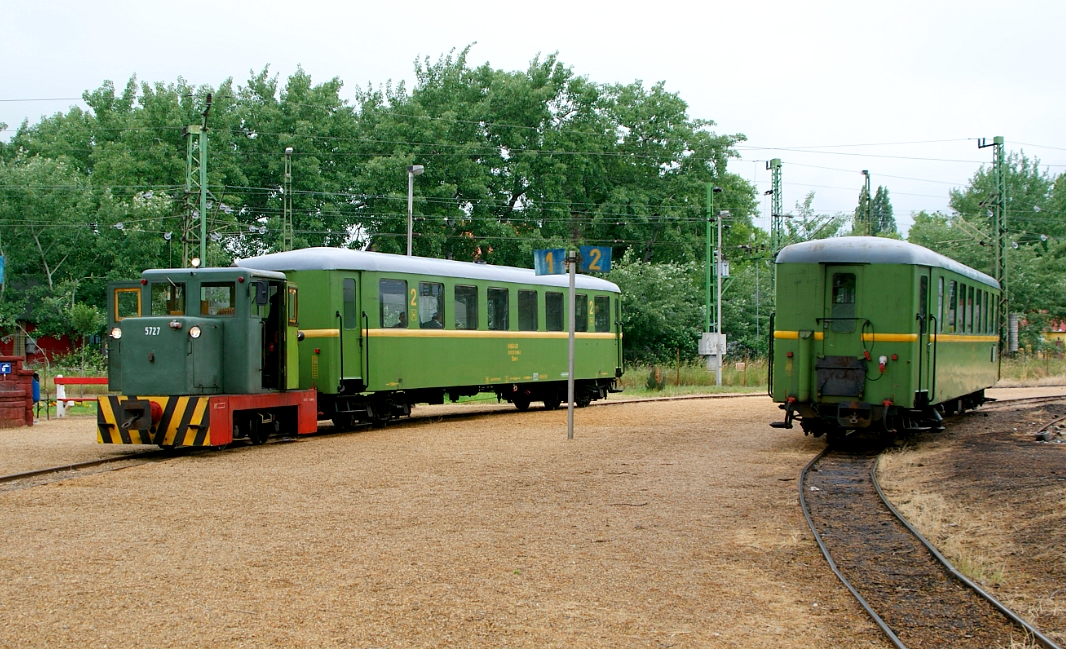
A balatonfenyvesi kisvasút

| A cím elnyerője                              | Melyik településhez köthető? |
| -------------------------------------------- | ---------------------------- |
| A Balaton Táncegyüttes                       | Siófok                       |
| A balatonfenyvesi kisvasút                   | Balatonfenyves               |
| Csikós Nagy Márton szobrászművész munkássága |                              |

### 2024
| A cím elnyerője        | Melyik településhez köthető? |
| ---------------------- | ---------------------------- |
| Rudnay Gyula életműve  | Bábonymegyer                 |
| Páll Endre életműve    |                              |
| Lelle Néptáncegyesület | Balatonlelle                 |

### 2025
| A cím elnyerője                   | Melyik településhez köthető? |
| --------------------------------- | ---------------------------- |
| Takács Klára operaénekes életműve | Lengyeltóti                  |